# Dörnholzhausen
Dörnholzhausen ist ein Stadtteil von Frankenberg (Eder) im nordhessischen Landkreis Waldeck-Frankenberg.

## Geographische Lage
Dörnholzhausen liegt östlich der Stadt Frankenberg an der Landesstraße 3332 in einer Senke.

## Geschichte
Die älteste bekannte schriftliche Erwähnung von Dörnholzhausen erfolgte im Jahr 1247 unter dem Namen Durrenholtzhusen in einer Urkunde des Klosters Haina.
Von Anfang des 14. bis Anfang des 16. Jahrhunderts war der Ort wüst. Erst danach erfolgte eine langsame Wiederbesiedlung.

### Gebietsreform
Am 31. Dezember 1970 wurde  die bis dahin selbständige Gemeinde Dörnholzhausen im Zuge der Gebietsreform in Hessen in die Stadt Frankenberg (Eder) (damalige Schreibweise Frankenberg-Eder) auf freiwilliger Basis eingegliedert.
Für Dörnholzhausen wurde, wie für die übrigen Stadtteile, ein Ortsbezirk mit Ortsbeirat und Ortsvorsteher nach der Hessischen Gemeindeordnung eingerichtet.

### Bevölkerung
Einwohnerentwicklung
 Quelle: Historisches Ortslexikon
- 1577: 13 Hausgesesse
- 1747: 13 Haushaltungen

| Dörnholzhausen: Einwohnerzahlen von 1834 bis 2016 | Dörnholzhausen: Einwohnerzahlen von 1834 bis 2016 | Dörnholzhausen: Einwohnerzahlen von 1834 bis 2016 | Dörnholzhausen: Einwohnerzahlen von 1834 bis 2016 | Dörnholzhausen: Einwohnerzahlen von 1834 bis 2016 |
| --- | ------------------------------------------------- | ------------------------------------------------- | ------------------------------------------------- | ------------------------------------------------- |
| Jahr |                                                   |                                                   |                                                   | Einwohner                                         |
| 1834 | 1834                                              |                                                   | 127                                               | 127                                               |
| 1840 | 1840                                              |                                                   | 136                                               | 136                                               |
| 1846 | 1846                                              |                                                   | 113                                               | 113                                               |
| 1852 | 1852                                              |                                                   | 117                                               | 117                                               |
| 1858 | 1858                                              |                                                   | 118                                               | 118                                               |
| 1864 | 1864                                              |                                                   | 106                                               | 106                                               |
| 1871 | 1871                                              |                                                   | 105                                               | 105                                               |
| 1875 | 1875                                              |                                                   | 96                                                | 96                                                |
| 1885 | 1885                                              |                                                   | 108                                               | 108                                               |
| 1895 | 1895                                              |                                                   | 91                                                | 91                                                |
| 1905 | 1905                                              |                                                   | 91                                                | 91                                                |
| 1910 | 1910                                              |                                                   | 84                                                | 84                                                |
| 1925 | 1925                                              |                                                   | 103                                               | 103                                               |
| 1939 | 1939                                              |                                                   | 81                                                | 81                                                |
| 1946 | 1946                                              |                                                   | 127                                               | 127                                               |
| 1950 | 1950                                              |                                                   | 127                                               | 127                                               |
| 1956 | 1956                                              |                                                   | 101                                               | 101                                               |
| 1961 | 1961                                              |                                                   | 95                                                | 95                                                |
| 1967 | 1967                                              |                                                   | 85                                                | 85                                                |
| 1980 | 1980                                              |                                                   | ?                                                 | ?                                                 |
| 1991 | 1991                                              |                                                   | 65                                                | 65                                                |
| 2005 | 2005                                              |                                                   | 77                                                | 77                                                |
| 2011 | 2011                                              |                                                   | 70                                                | 70                                                |
| 2016 | 2016                                              |                                                   | 65                                                | 65                                                |
| Datenquelle: Historisches Gemeindeverzeichnis für Hessen: Die Bevölkerung der Gemeinden 1834 bis 1967. Wiesbaden: Hessisches Statistisches Landesamt, 1968. Weitere Quellen: ; Stadt Frankenberg (Eder):; Zensus 2011 |                                                   |                                                   |                                                   |                                                   |

Religionszugehörigkeit
 Quelle: Historisches Ortslexikon
| • 1895: | 108 evangelische (= 100 %) Einwohner                            |
| • 1961: | 92 evangelische (= 96,84 %), 3 katholische (= 3,16 %) Einwohner |

## Wirtschaft und Infrastruktur

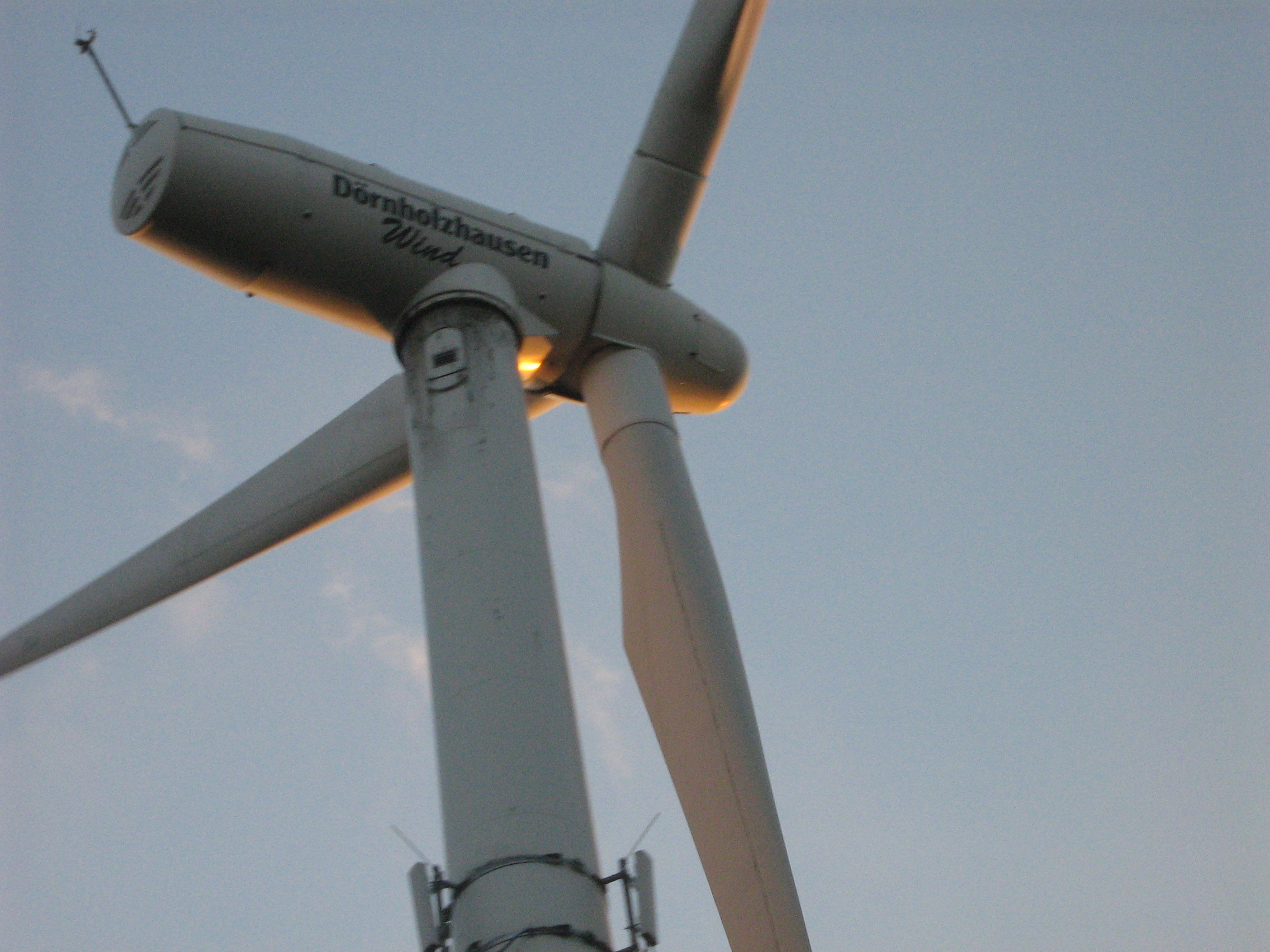
Windkraftanlage

Den öffentlichen Personennahverkehr stellt ein Anrufsammeltaxi sicher.
Der Ort ist geprägt durch die Landwirtschaft. Industrie und Handwerk sind nicht ansässig. Neben der Landwirtschaft spielt auch die Forstwirtschaft eine Rolle. In den letzten Jahren hat die Energieerzeugung stark zugenommen. Auf vielen Dächern liegen Photovoltaikanlagen, zusätzlich gehören auch zwei der vier Windkraftanlagen auf der angrenzenden Erhöhung den Einwohnern.
Das Gemeinschaftsgefühl der Einwohner ist stark, zentrale Institution ist die Freiwillige Feuerwehr Dörnholzhausen, welche auch das alljährliche Osterfeuer organisiert. Dörnholzhäuser sind auch in den Vereinen der umliegenden Orte Geismar und Haubern integriert.